# Eumuelleria cliopis
Eumuelleria cliopis är en fjärilsart som beskrevs av Dyar 1918. Eumuelleria cliopis ingår i släktet Eumuelleria och familjen nattflyn. Inga underarter finns listade i Catalogue of Life.